# Amarante (1915)
Amarante (Q99) – francuski oceaniczny okręt podwodny z czasów I wojny światowej i okresu międzywojennego, szósta zamówiona jednostka typu Amphitrite. Została zwodowana 11 listopada 1915 roku w stoczni Arsenal de Toulon, po czym została w Hawrze przebudowana na podwodny stawiacz min. Do służby w Marine nationale weszła pod koniec wojny, we wrześniu 1918 roku. Jednostka służyła na Morzu Śródziemnym, a z listy floty została skreślona w 1925 roku.

## Projekt i budowa
„Amarante” zamówiona została na podstawie programu rozbudowy floty francuskiej z 1909 roku. Jednostkę zaprojektował inż. Julien Hutter, ulepszając swój projekt okrętów typu Clorinde. 
„Amarante” zbudowana została w Arsenale w Tulonie. Stępkę okrętu położono w 1912 roku, a został zwodowany 11 listopada 1915 roku. Po wodowaniu okręt przeholowano do Hawru, gdzie przebudowano go na podwodny stawiacz min. Do służby przyjęto go we wrześniu 1918 roku. Jednostka otrzymała numer burtowy Q99.

## Dane taktyczno–techniczne

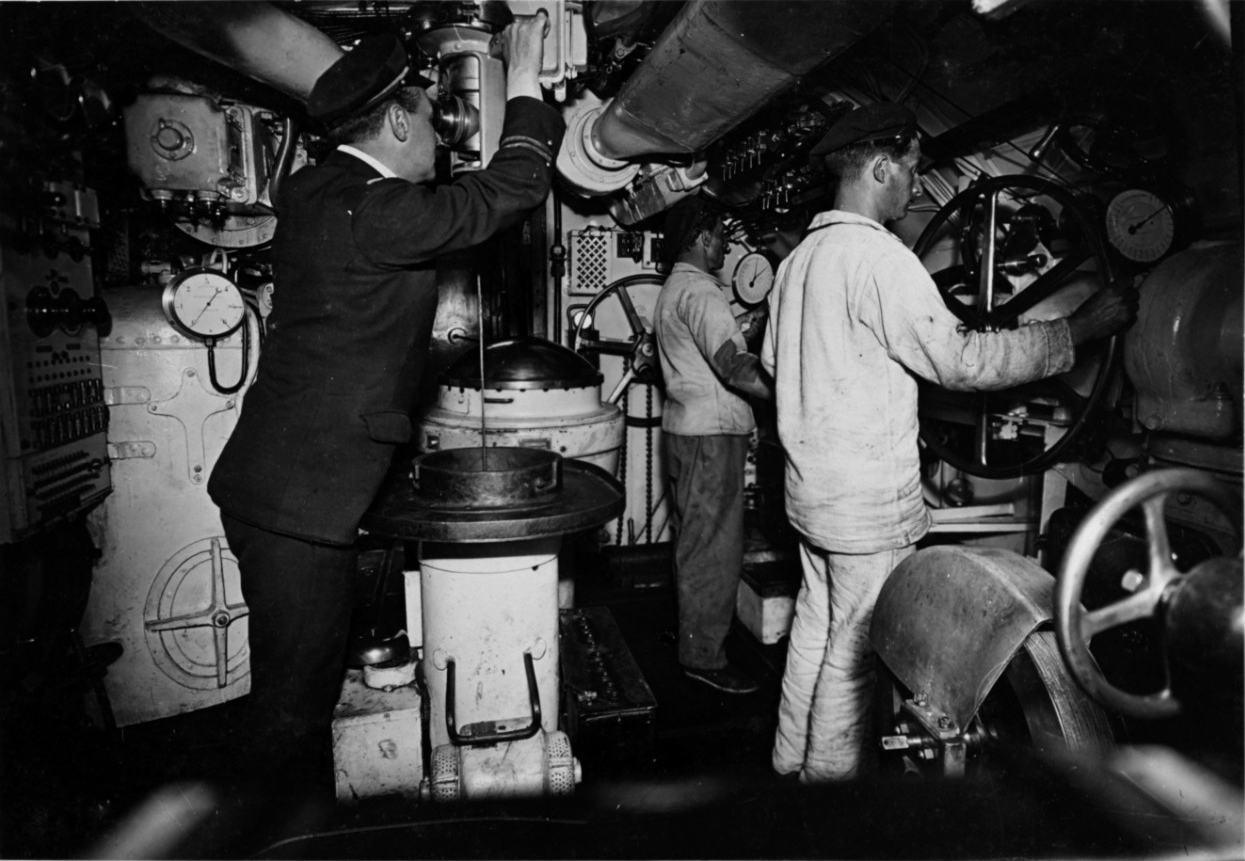
Wnętrze bliźniaczej „Andromaque” (przed 1926 r.)

„Amarante” była średniej wielkości oceanicznym okrętem podwodnym o konstrukcji dwukadłubowej. Długość całkowita wynosiła 53,9 metra, szerokość 5,4 metra i zanurzenie 3,3 metra. Wyporność w położeniu nawodnym wynosiła 440 ton, a w zanurzeniu 610 ton. Okręt napędzany był na powierzchni przez dwa dwusuwowe silniki wysokoprężne MAN (wyprodukowane na licencji we francuskiej firmie Indret) o łącznej mocy 800 koni mechanicznych (KM). Napęd podwodny zapewniały dwa silniki elektryczne Nancy o łącznej mocy 700 KM. Dwuśrubowy układ napędowy pozwalał osiągnąć prędkość 13 węzłów na powierzchni i 9,5 węzła w zanurzeniu. Zasięg wynosił 1300 Mm przy prędkości 10 węzłów w położeniu nawodnym oraz 100 Mm przy prędkości 5 węzłów pod wodą.
Okręt wyposażony był w osiem zewnętrznych wyrzutni torped kalibru 450 mm: dwie na dziobie jednostki oraz sześć systemu Drzewieckiego, z łącznym zapasem 8 torped. Okręt wyposażono w system stawiania min Normand-Fenaux, w którym miny były przechowywane w pionowych szybach umieszczonych w zbiornikach balastowych na śródokręciu. Uzbrojenie artyleryjskie stanowiło działo pokładowe kal. 75 mm M1897 L/35.
Załoga okrętu składała się z 29 oficerów, podoficerów i marynarzy.

## Służba
„Amarante” służyła na Morzu Śródziemnym. Okręt wraz z awizem „Engageante” uczestniczył w testach hydrofonu Walser. Jednostka została skreślona z listy floty w 1925 roku.